# Lista de prêmios e indicações recebidos por Banda Calypso
Esta é uma lista de prêmios e indicações recebidos por Banda Calypso, uma banda musical brasileira.

## Grammy Latino
| Ano  | Recipiente    | Categoria                                             | Resultado |
| ---- | ------------- | ----------------------------------------------------- | --------- |
| 2006 | Volume 8      | Melhor Álbum de Música de Raízes em Língua Portuguesa | Indicado  |
| 2009 | Amor sem Fim  | Melhor Álbum de Música de Raízes em Língua Portuguesa | Indicado  |
| 2010 | 10 Anos, CD 2 | Melhor Álbum de Música de Raízes em Língua Portuguesa | Indicado  |

## Melhores do Ano
| Ano  | Recipiente    | Categoria         | Resultado |
| ---- | ------------- | ----------------- | --------- |
| 2005 | Banda Calypso | Revelação Musical | Venceu    |

## MTV Video Music Brasil
| Ano  | Recipiente | Categoria                       | Resultado |
| ---- | ---------- | ------------------------------- | --------- |
| 2008 | Ximbinha   | Guitarrista da Banda dos Sonhos | Venceu    |

## Prêmio Extra de Televisão
| Ano  | Recipiente             | Categoria           | Resultado |
| ---- | ---------------------- | ------------------- | --------- |
| 2011 | "Entre Tapas e Beijos" | Melhor Tema Musical | Venceu    |

## Prêmio Jackson & Gonzagão
| Ano                     | Recipiente                | Categoria      | Resultado |
| ----------------------- | ------------------------- | -------------- | --------- |
| 2010                    | Banda Calypso             | Melhor Balé    | Venceu    |
| 2010                    | Banda Calypso na Amazônia | Melhor DVD     | Venceu    |
| 2010                    | Joelma                    | Melhor Cantora | Venceu    |
| 2011[carece de fontes?] | Banda Calypso             | Melhor Balé    | Venceu    |
| 2011[carece de fontes?] | Joelma                    | Melhor Cantora | Venceu    |

## Prêmio Multishow de Música Brasileira
| Ano  | Recipiente    | Categoria    | Resultado |
| ---- | ------------- | ------------ | --------- |
| 2012 | Banda Calypso | Melhor Grupo | Indicado  |
| 2015 | Banda Calypso | Melhor Grupo | Indicado  |

## Prêmio da Música Brasileira
| Ano  | Recipiente    | Categoria                      | Resultado |
| ---- | ------------- | ------------------------------ | --------- |
| 2012 | Banda Calypso | Melhor Grupo de Canção Popular | Venceu    |
| 2014 | Banda Calypso | Melhor Grupo de Canção Popular | Indicado  |
| 2016 | Banda Calypso | Melhor Grupo de Canção Popular | Indicado  |

## Trip Transformadores
| Ano  | Recipiente    | Categoria                       | Resultado |
| ---- | ------------- | ------------------------------- | --------- |
| 2009 | Banda Calypso | Homenagem: Transformadores 2009 | Venceu    |

## Troféu Destaque Nativa FM
| Ano  | Recipiente    | Categoria     | Resultado |
| ---- | ------------- | ------------- | --------- |
| 2008 | Banda Calypso | Destaque 2008 | Venceu    |

## Troféu Imprensa
| Ano  | Recipiente       | Categoria               | Resultado |
| ---- | ---------------- | ----------------------- | --------- |
| 2012 | Banda Calypso    | Melhor Conjunto Musical | Indicada  |
| 2013 | "Me Beija Agora" | Melhor Música           | Indicada  |

### Troféu Internet
| Ano  | Recipiente     | Categoria               | Resultado |
| ---- | -------------- | ----------------------- | --------- |
| 2006 | Banda Calypso  | Melhor Conjunto Musical | Venceu    |
| 2010 | "Xonou, Xonou" | Melhor Música           | Venceu    |